# Arces-Dilo
Arces-Dilo település Franciaországban, Yonne megyében. Lakosainak száma 612 fő (2022. január 1.). Arces-Dilo Fournaudin, Bellechaume, Champlost, Bussy-en-Othe, Coulours, Vaudeurs, Venizy és Villechétive községekkel határos.

## Népesség
A település népességének változása:
| Lakosok száma | 641  | 628  | 624  | 605  | 608  | 607  | 608  | 608  | 612  |
|               | 2013 | 2015 | 2016 | 2017 | 2018 | 2019 | 2020 | 2021 | 2022 |